# Dobcza
Dobcza is een plaats in het Poolse district  Przeworski, woiwodschap Subkarpaten. De plaats maakt deel uit van de gemeente Adamówka en telt 250 inwoners.